# Ернст Австрійський
Ернст Австрійський, Ернст Габсбург (нім. Ernst von Österreich) — ерцгерцог Австрійський, штатгальтер габсбурзьких Нідерландів.

## Життєпис
Ернст народився 15 липня 1553 року у м. Відні, був третім сином імператора Священної Римської імперії Максиміліана II та Марії Іспанської. Він виховувався разом зі старшим братом Рудольфом при іспанському дворі під наглядом австрійського дипломата Адама фон Дітріхштейна. 
Двічі, в 1573 р. і в 1575 р.Ернст був претендентом на престол Речі Посполитої. У перший раз зумів заручитися підтримкою Ганни Ягелонки, котра мала популярність у Мазовії. Однак це не дало позитивного результату. У 1576 р., після коронації старшого брата і його переїзду до Праги, Ернст став губернатором ерцгерцогства Австрії. Ернст перебував під сильним впливом свого духівника-єзуїта Георга Шерера, котрий заборонив проводити у м. Відні протестантські богослужіння, обурені городяни адресували ерцгерцогові петицію з вимогою скасувати заборону, але Ернст зняв всіх протестантів з керівних посад. 1587 року претендував на престол Речі Посполитої, але перемогти не зміг.
У 1590 р. Ернст став губернатором Внутрішньої Австрії в якості регента при малолітньому кузені Фердинанді і переїхав у Грац, де активно сприяв контрреформації. У 1594 р. він був призначений  штатгальтером іспанських Нідерландів. У січні 1595 р., коли король Франції Генріх IV оголосив війну Іспанії та закликав у союзники Голландську республіку, Іспанські Нідерланди виявилися затиснуті з двох сторін. Ерцгерцог виступив ініціатором укладення договору про мир, але через його раптову смерть 12 лютого 1595 року в м. Брюсселі переговори зірвалися.